# Olszyny (gmina Rzepiennik Strzyżewski)
Olszyny – wieś znajdująca się w powiecie tarnowskim, w województwie małopolskim sołectwo w gminie Rzepiennik Strzyżewski. W 2021 roku miejscowość liczyła 2146 mieszkańców. Olszyny są typową małopolską wsią, w której dominują małe, tradycyjne gospodarstwa.

## Położenie
Pod względem geograficznym miejscowość znajduje się na Pogórzu Ciężkowickim. Zabudowania i pola wsi zajmują rozległą dolinę potoku Olszynka oraz stoki okolicznych wzniesień; od północnej strony jest to Pasmo Brzanki.

## Części wsi
| SIMC    | Nazwa              | Rodzaj    |
| ------- | ------------------ | --------- |
| 0829448 | Lipie              | część wsi |
| 0829454 | Mościska           | część wsi |
| 0829460 | Nadole Południowe  | część wsi |
| 0829477 | Nadole Północne    | część wsi |
| 0829483 | Nagórze Południowe | część wsi |
| 0829490 | Nagórze Północne   | część wsi |
| 0829508 | Dział              | część wsi |
| 0829514 | Potoki             | część wsi |
| 0829520 | Przylaski          | część wsi |
| 0829537 | Ratówki            | część wsi |
| 0829543 | Serwoniec          | część wsi |
| 0829550 | Wyręby             | część wsi |

## Historia
Olszyny lokowano w połowie XIV wieku. W 1386 roku Władysław II Jagiełło nadal Olszyny, wraz z kilkoma sąsiednimi wsiami, Spytkowi herbu Leliwa z Melsztyna. W 1510 roku, w wyniku zamiany, wieś stała się własnością Jordanów herbu Trąby. W 1580 roku w Olszynach wybudowano pierwszy drewniany kościół. Prywatna wieś szlachecka, własność kasztelanowej krakowskiej Anny z Sieniawskich Jordanowej, położona była w 1595 roku w powiecie bieckim województwa krakowskiego. W 1858 roku utworzono we wsi pierwszą, początkowo jednoklasową, szkołę. W latach 1975–1998 miejscowość należała administracyjnie do województwa tarnowskiego.

## Zabytki
Obiekty wpisane do rejestru zabytków nieruchomych województwa małopolskiego.
- Kościół parafialny pw. Podwyższenia Krzyża Świętego;
- cmentarz wojenny nr 113 z okresu I wojny światowej, zaprojektowany przez Jana Szczepkowskiego;
- kapliczka pw. MB Częstochowskiej.

## Pomnik Lotników Polskich w Olszynach
Pomnik upamiętniający siedmiu polskich lotników z jednostki lotniczej RAF, którzy zginęli w katastrofie samolotu w czasie II wojny światowej.

## Turystyka
W centralnej części wsi, niedaleko kościoła, początek ma czerwony szlak turystyczny, prowadzący w kierunku grzbietu Pasma Brzanki (przysiółek Ratówki). Szlak został wyznakowany na wiosnę 2017 roku przez tarnowski Oddział PTTK. Jest szlakiem łącznikowym. Na Ratówkach zbiega się z długodystansowym szlakiem pogórzańskim koloru żółtego Dynów – Siedliska. Idąc dalej w kierunku zachodnim, dojść można do wieży widokowej na Brzance. Szlak ma długość 5 km, suma przewyższeń 182 metry, a szacowany czas przejścia wg drogowskazów PTTK to: 1 h 45 min wyjście na grzbiet i 1 h 30 min zejście.

## Galeria

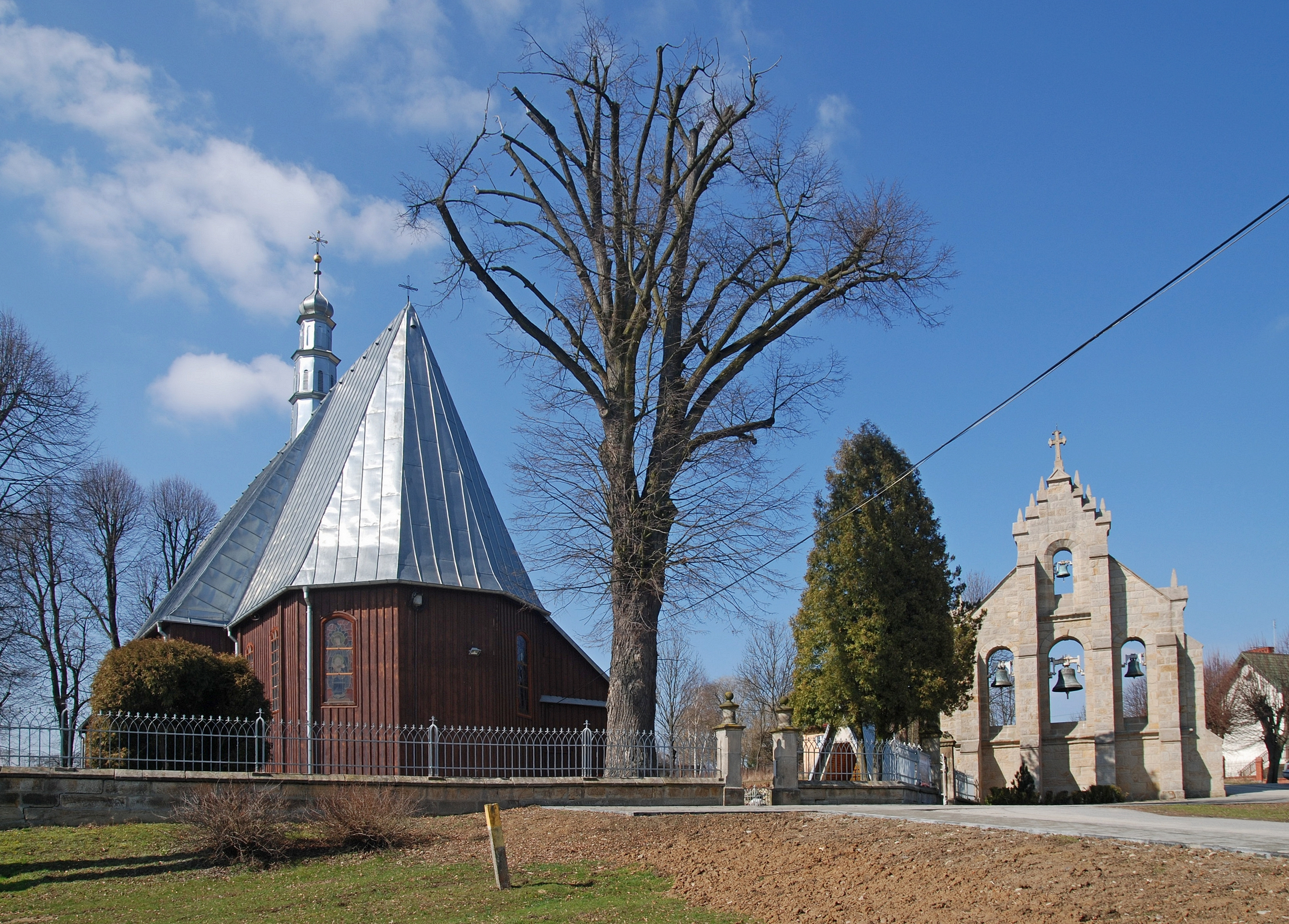
Kościół parafialny z 1900
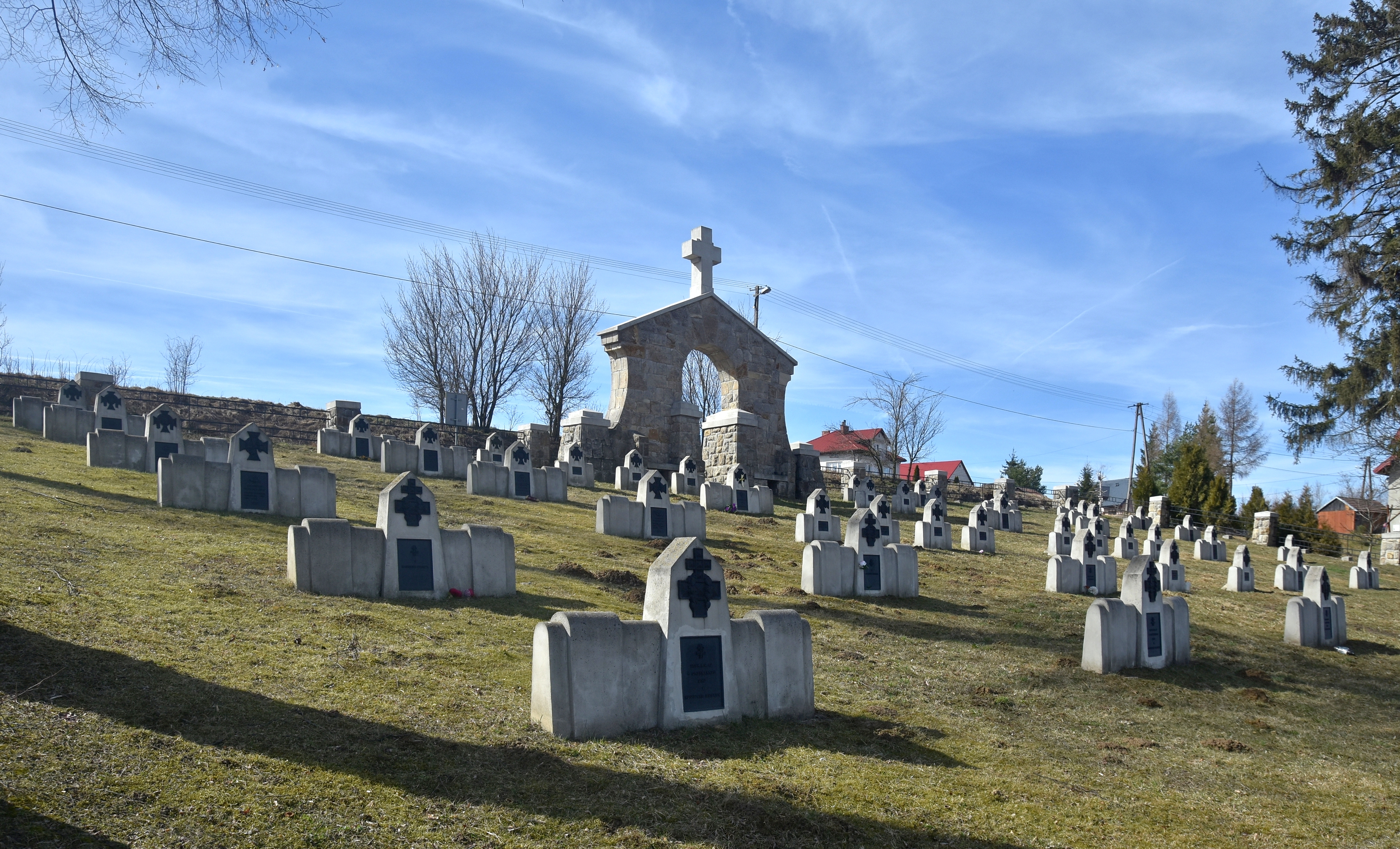
Cmentarz wojenny nr 113
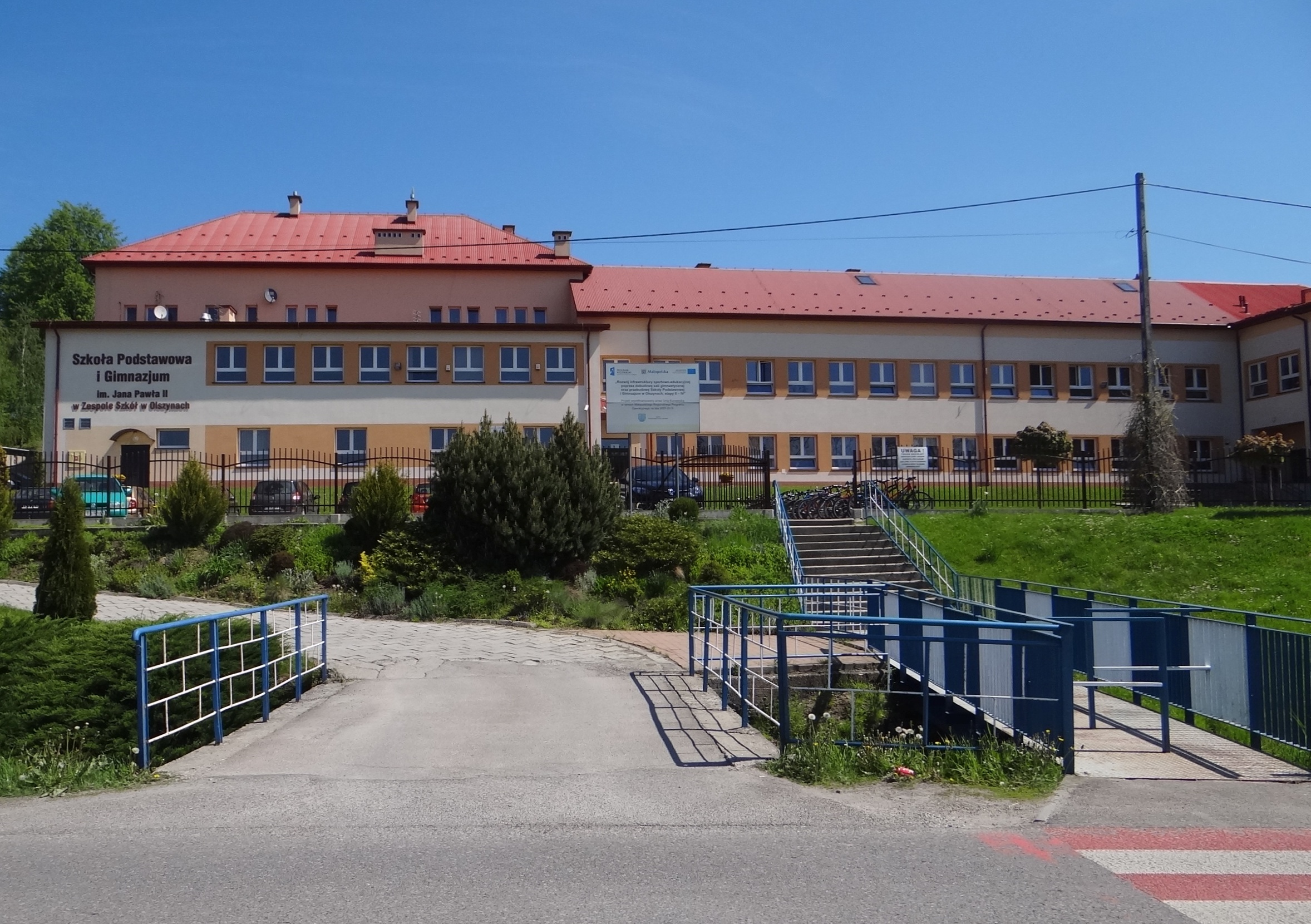
Szkoła Podstawowa